# Suối Tư Trầm
Suối Tư Trầm là phụ lưu của sông Phó Đáy, chảy ở huyện Sơn Dương tỉnh Tuyên Quang, Việt Nam.
Suối thuộc mạng lưới của Hệ thống sông Hồng.

## Dòng chảy
Suối bắt nguồn từ phần phía bắc dãy núi Tam Đảo ở vùng đất phía đông nam của xã Hợp Thành huyện Sơn Dương, chảy hướng bắc. Trên đoạn suối này có Thác Tam Đảo 21°39′07″B 105°28′39″Đ / 21,651986°B 105,477506°Đ là một điểm du lịch hấp dẫn.
Suối chảy hướng bắc, đến Đồng Bẻo 21°41′16″B 105°28′30″Đ / 21,687655°B 105,47505°Đ trên quốc lộ 37 thì chuyển hướng tây bắc. Đến thị trấn Sơn Dương thì đổ vào sông Phó Đáy.